# گارگژدای
گارگژدای (به لاتین: Gargždai) در لیتوانی با جمعیت ۱۶٫۸۱۴ نفر است که در شهرستان کلایپدا واقع شده‌است.